# Berwick Township (Illinois)
Die Berwick Township ist eine von 15 Townships im Warren County im Westen des US-amerikanischen Bundesstaates Illinois.

## Geografie
Die Berwick Township liegt Westen von Illinois. Der Mississippi, der die Grenze zu Iowa bildet, befindet sich rund 55 km westlich.
Die Berwick Township liegt auf 40°44′59″ nördlicher Breite und 90°30′05″ westlicher Länge und erstreckt sich über 93,01 km². 
Die Berwick Township liegt im Südosten des Warren County und grenzt an im Osten an das Knox County sowie im Südosten an das Fulton County. Innerhalb des Warren County grenzt die Berwick Township im Süden an die Greenbush Township, im Südwesten an die Swan Township, im Westen an die Roseville Township, im Nordwesten an die Lenox Township und im Norden an die Floyd Township.

## Verkehr
Durch die Township führt in West-Ost-Richtung die Illinois State Route 116. Alle weiteren Straßen sind County Roads und weiter untergeordnete und zum Teil unbefestigte Fahrwege.
Der nächstgelegene Flugplatz ist der rund 30 km nordöstlich der Township gelegene Galesburg Municipal Airport bei Galesburg, dem Zentrum der gesamten Region.

## Bevölkerung
Bei der Volkszählung im Jahr 2010 hatte die Township 327 Einwohner. Neben Streubesiedlung existiert in der Township mit Berwick nur eine gemeindefreie Siedlung.